# 川勝隆忠
川勝 隆忠（かわかつ たかただ）は、江戸時代中期の旗本。隆尚流川勝家の4代当主。

## 生涯
元文元年（1736年）、川勝隆盛の長男として江戸に生まれ、後に川勝隆雄の養子となった。宝暦8年（1758年）9月18日、義父隆雄の隠居により、その家督（上野・相模内2,800石）を継いだ。
宝暦9年（1759年）4月5日、江戸城西の丸の小姓組に列した。宝暦11年（1761年）8月3日から本城に勤仕し、宝暦12年（1762年）12月15日から再び西の丸に仕えた。安永4年（1775年）正月11日、使番となり、同年閏12月11日に布衣を着る事を許された。天明元年（1781年）閏5月8日、小普請組支配に転じ、天明8年（1788年）8月16日、退職を許され寄合に列した。寛政10年（1798年）4月25日、63歳で隠居した。家督は嫡男の隆重に譲った。没年不詳。